# Ferney-Voltaire
Ferney-Voltaire is een gemeente in het Franse departement Ain (regio Auvergne-Rhône-Alpes). De gemeente telde 11.530 inwoners op 1 januari 2022.
De gemeente heette aanvankelijke Ferney, en kreeg in 1878 de huidige naam - ter ere van de Franse filosoof Voltaire die er een huis op een landgoed had, dat nu het museum Voltaire is.

## Geschiedenis
Ferney ontstond langsheen de weg tussen Genève en de Abdij van Saint-Claude en telde halfweg de 18e eeuw ongeveer 200 inwoners.
In 1759 verwierf Voltaire de heerlijkheid Ferney en het bijhorende kasteel. Hij liet het bouwvallige kasteel uit de 12e eeuw afbreken en een nieuw kasteel bouwen. Dit was klaar in 1766. Maar Voltaire hield zich ook bezig met de inrichting van het dorp. Hij keek toe op de strakke inrichting van een nieuwe dorpscentrum volgens de principes van zijn Embellissements de Paris (1749). Vanaf 1770 gaf hij de voorkeur aan woonwijken met tuinen. De nieuwe bewoners kwamen uit Genève en waren voornamelijk actief in de horlogemakerij.
Voor de nieuwe protestantse inwoners werd in 1824 een protestantse kerk ingehuldigd. Als reactie bouwden de katholieken een nieuwe, neoklassieke parochiekerk. De kerk Notre-Dame-et-Saint-André werd ontworpen door Jean-Marie Pollet en ingewijd in 1826.
De gemeente breidde verder uit gedurende de 19e eeuw maar behield grotendeels het aanzien bedacht door Voltaire tot 1950. Sindsdien is de gemeente sterk gegroeid en verstedelijkt door de nabijheid van Genève. De luchthaven van Genève ligt deels op het grondgebied van Ferney-Voltaire.

## Geografie
De oppervlakte van Ferney-Voltaire bedroeg op 1 januari 2022 4,78 vierkante kilometer; de bevolkingsdichtheid was toen 2.412,1 inwoners per km².
De onderstaande kaart toont de ligging van Ferney-Voltaire met de belangrijkste infrastructuur en aangrenzende gemeenten.

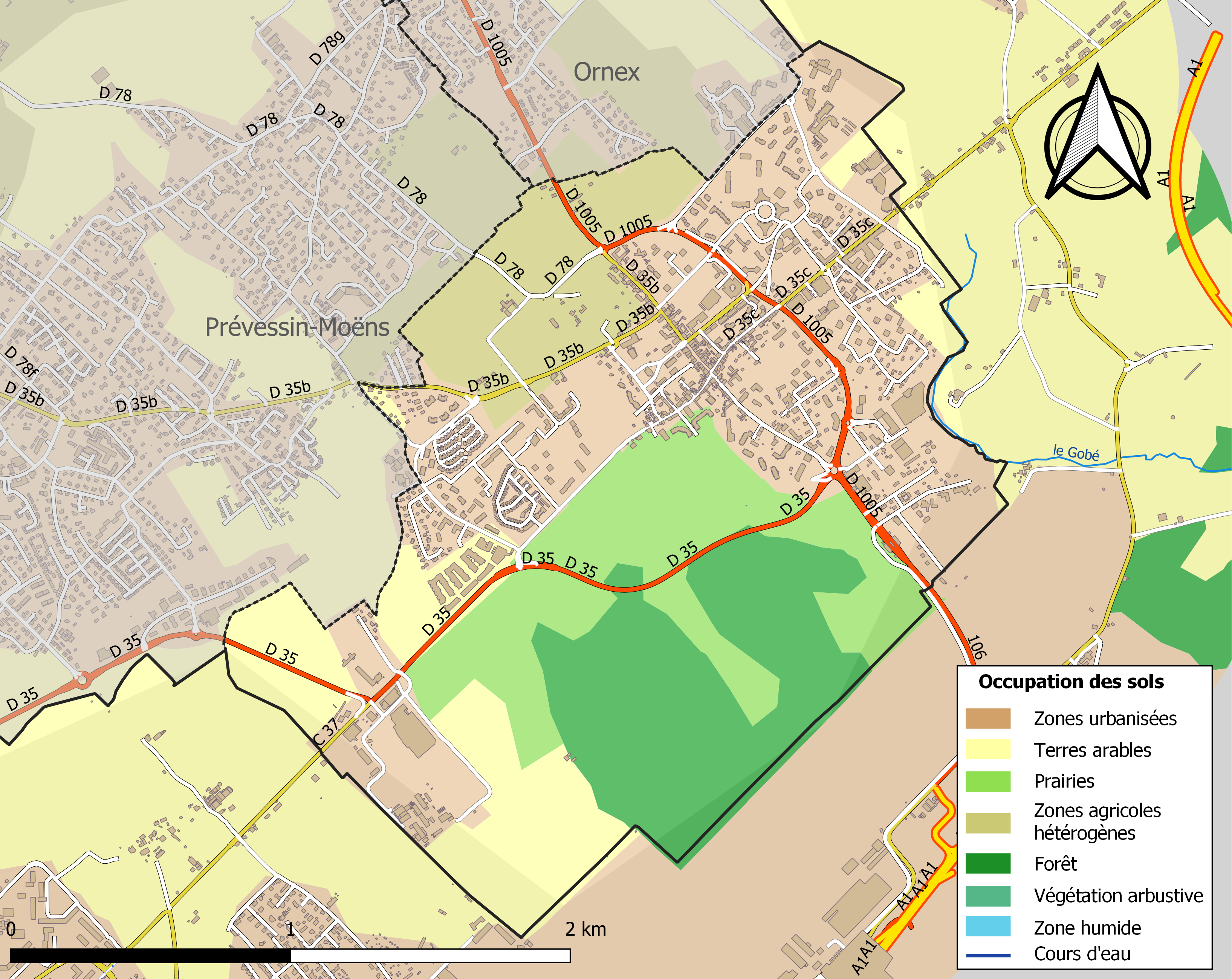

## Demografie
Onderstaande figuur toont het verloop van het inwoneraantal van Ferney-Voltaire vanaf 1962. De cijfers zijn afkomstig van het Frans bureau voor statistiek en bevatten geen dubbel getelde personen (volgens de gehanteerde definitie population sans doubles comptes).
Vanwege een beveiligingsprobleem met de MediaWiki Graph-software is het momenteel niet mogelijk deze grafiek weer te geven. Zodra de software is bijgewerkt zal de grafiek vanzelf weer zichtbaar worden.

## Afbeeldingen

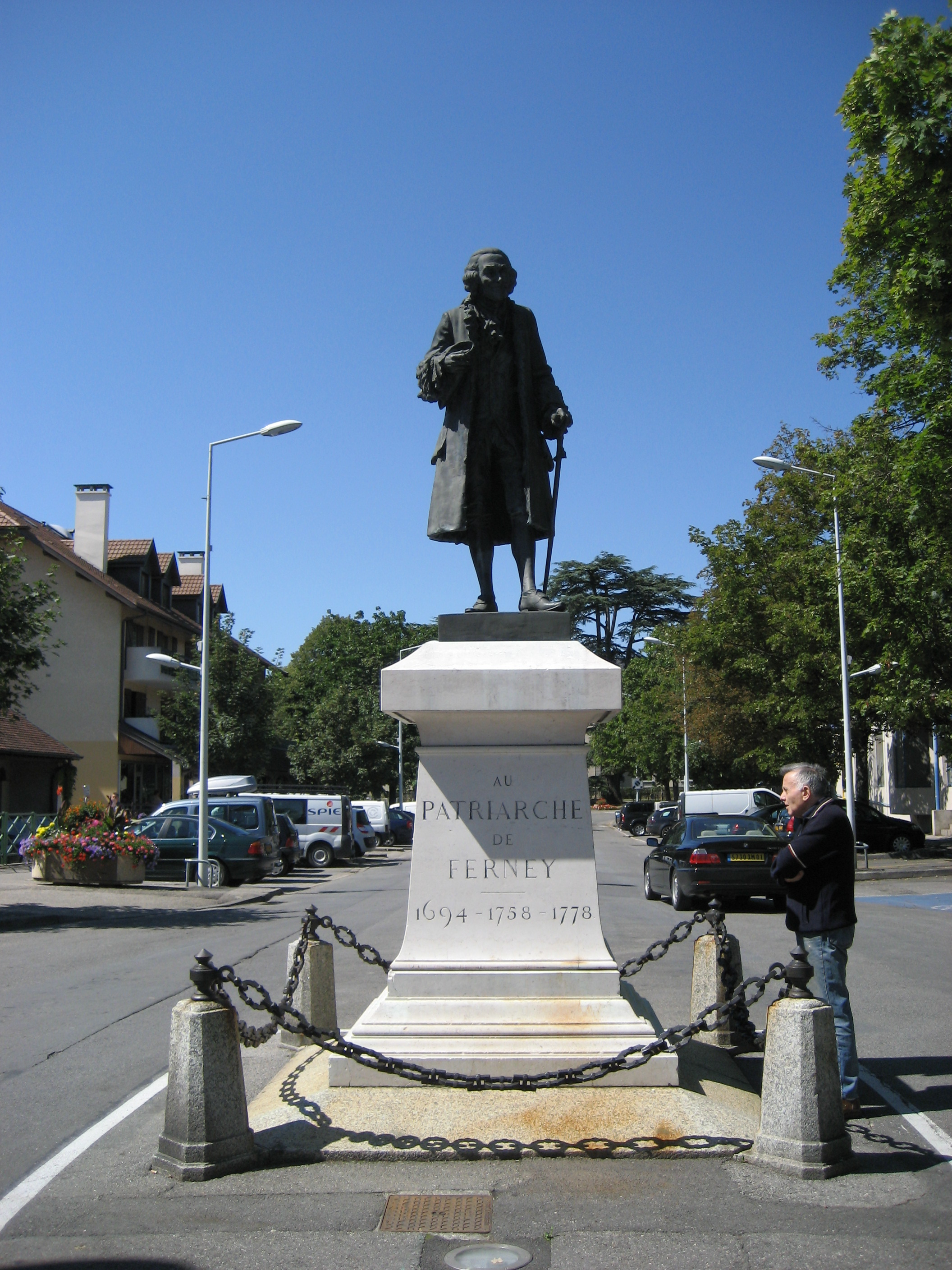
Standbeeld van Voltaire
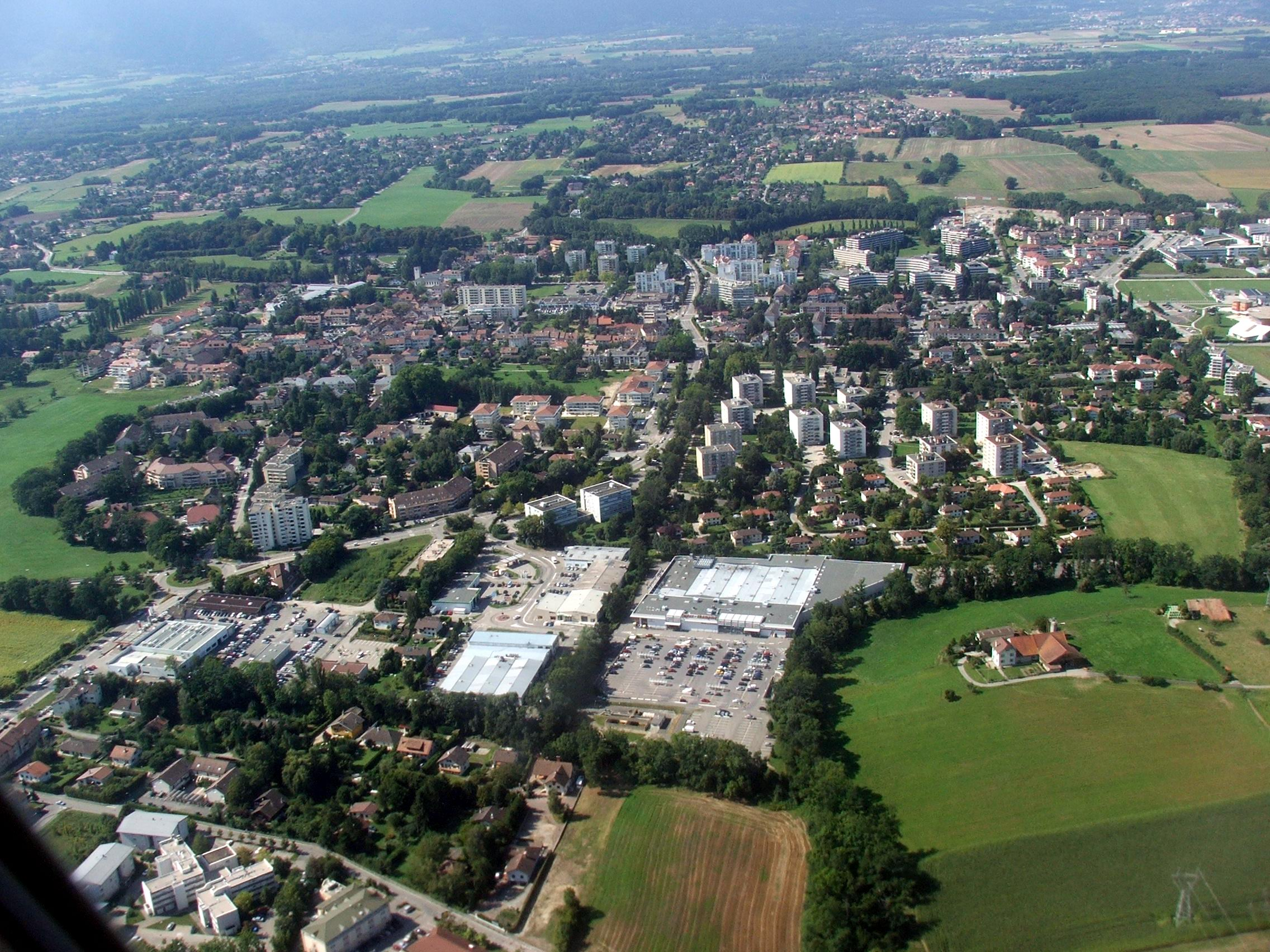
Ferney-Voltaire vanuit de lucht, kort na vertrek van Luchthaven Genève
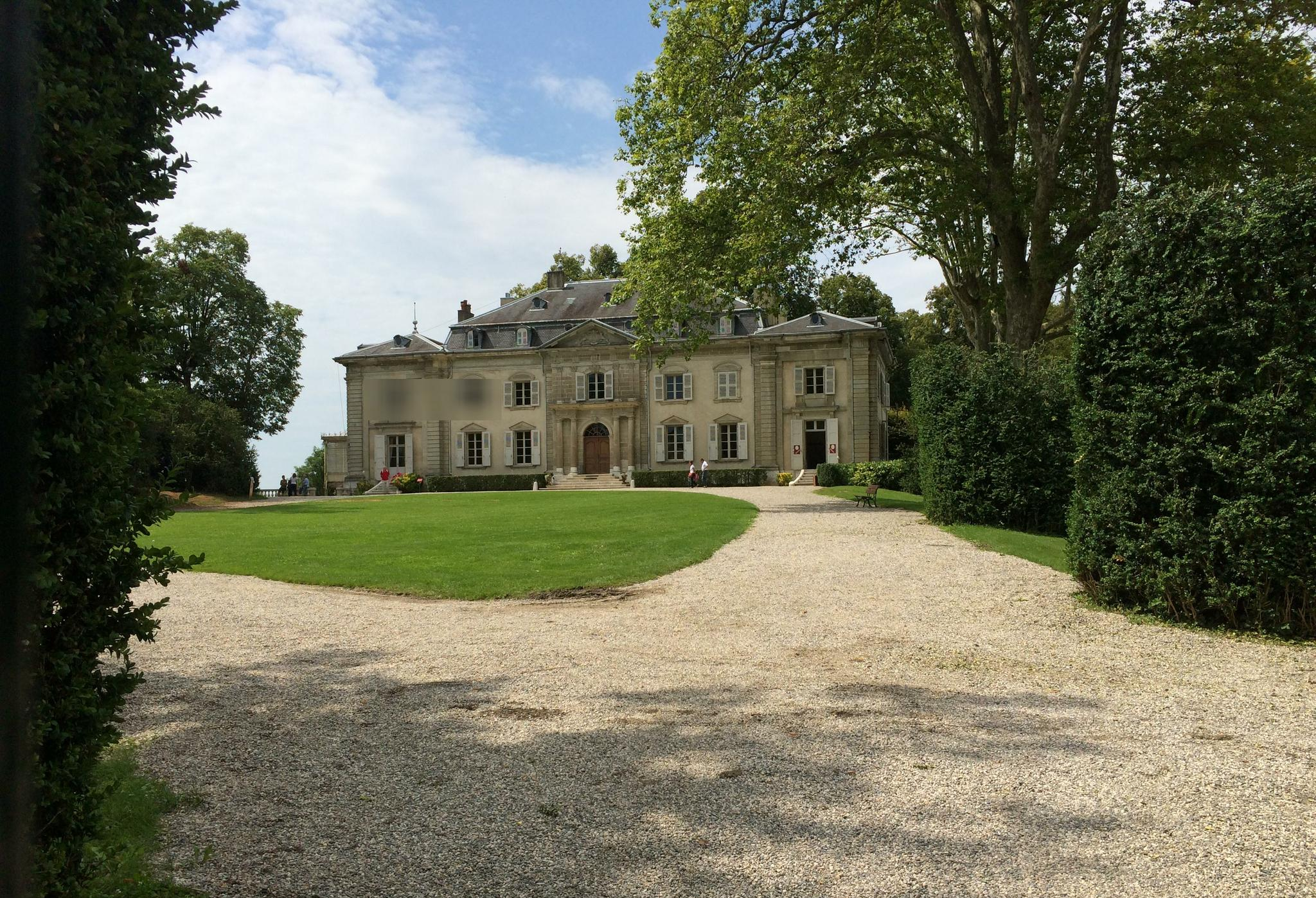
Kasteel van Ferney-Voltaire
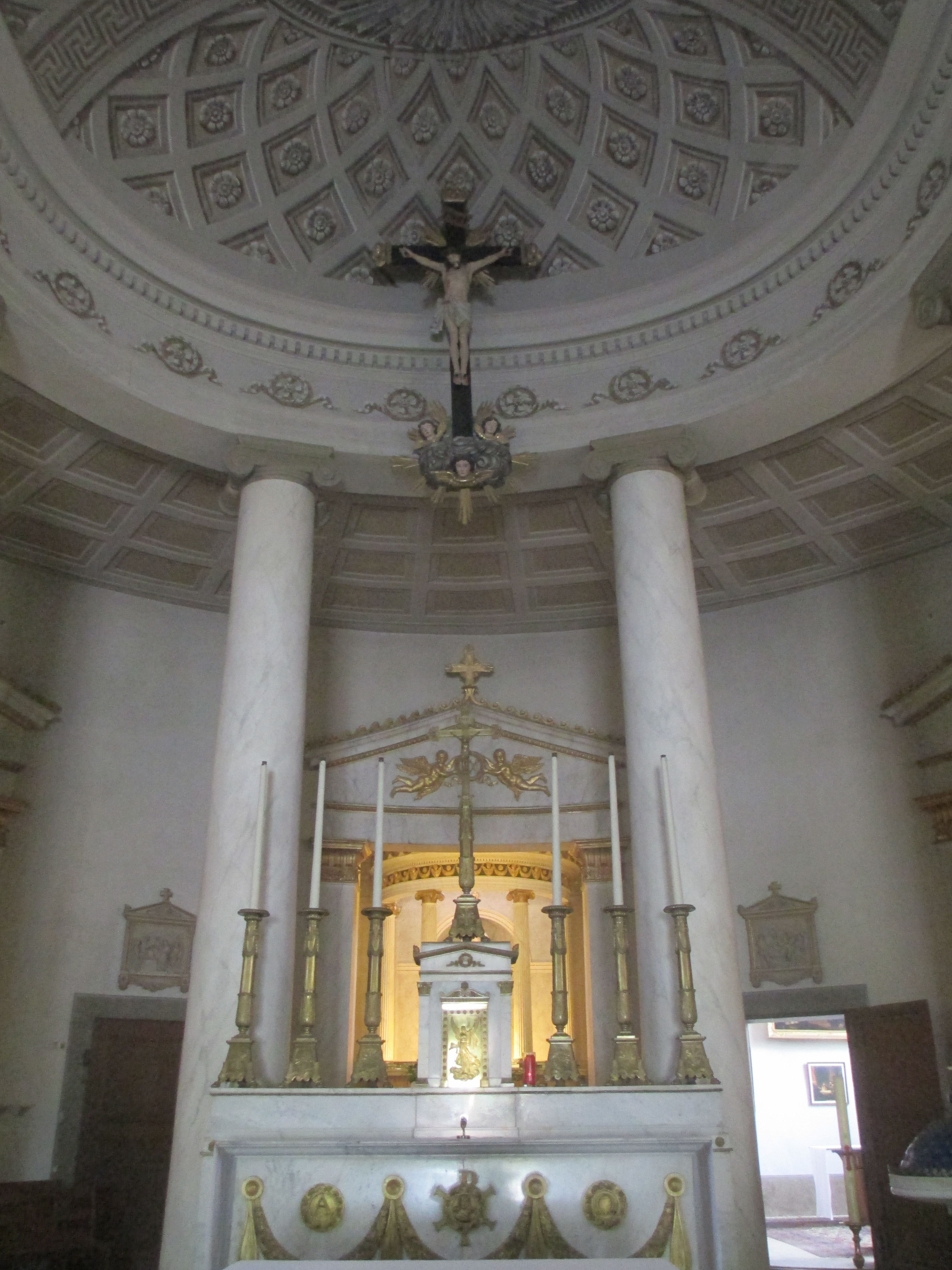
Kerk Notre-Dame-et-Saint-André (interieur)
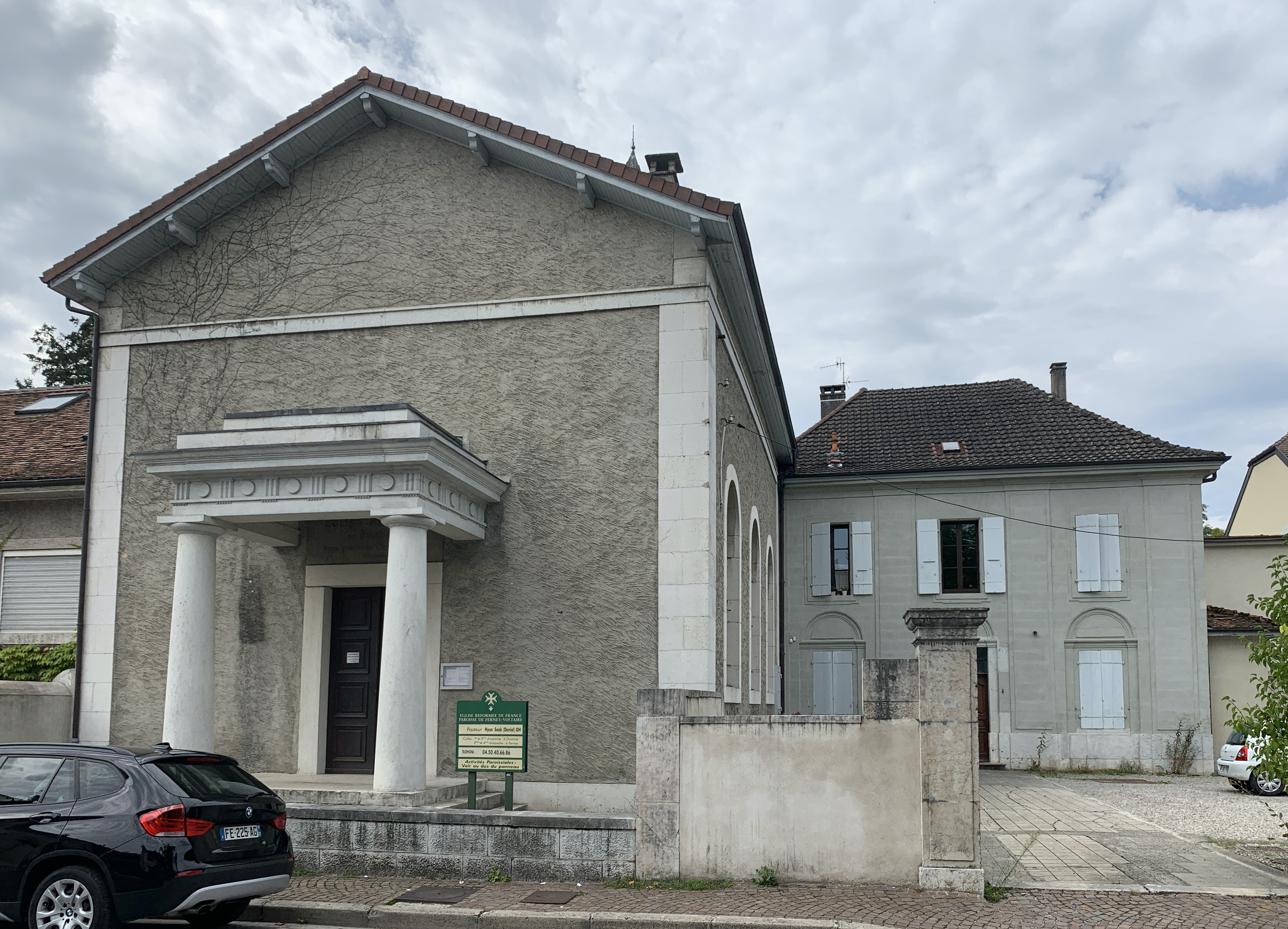
Protestantse tempel